# Suning
Suning (en chino simplificado, 肃宁县; pinyin, Sùníng xiàn) es un condado bajo la administración directa de la ciudad-prefectura de Cangzhou. Se ubica en la provincia de Hebei, este de la República Popular China. Su área es de 1545 km² y su población total para 2010 fue más de 500 mil habitantes.

## Administración
El condado de Suning se divide en 9 pueblos que se administran en 6 poblados y 3 villas.